# Leptoderris harmsiana
Leptoderris harmsiana är en ärtväxtart som beskrevs av Stephen Troyte Dunn. Leptoderris harmsiana ingår i släktet Leptoderris och familjen ärtväxter. Inga underarter finns listade i Catalogue of Life.